# Lago O'Hara
Il lago O'Hara è un piccolo specchio d'acqua tra le Montagne Rocciose situato sul territorio del Parco Nazionale di Yoho. Il nome O'Hara fu attribuito al luogo nel 1894 da Samuel Evans Stokes Allen, alpinista di Filadelfia, in onore del colonnello Robert O'Hara che visitò il lago nel 1889.